# Magisterkonferens
Magisterkonferens eller magister var en historisk akademisk grad i Danmark och Norge mellan kandidat (candidatus/candidata; 5,5 till 6,5 års studier) och dansk/norsk filosofie doktor. Magister var en forskarutbildning; i det norska systemet omfattade den minst 7–8 års heltidsstudier med 3 års forskning, i det danska systemet vanligtvis 6–7 års studier och 2–3 års forskning. I Norge var kraven något högre än de nuvarande kraven för ph.d. Graden krävde en vetenskaplig avhandling och en provföreläsning, för att visa kandidatens lämplighet för akademiska poster på universitetsnivå. Magisterkonferens översättes traditionellt till engelska som PhD. I Danmark är magisterkonferens, tillsammans med licentiatexamen, en av två officiella företrädare för ph.d. (officiellt betecknad ph.d.-graden (licentiatgraden) till 2002); ph.d. kan dock inte jämföras med den äldre danska doktorsgraden.
Magisterkonferens ger innehavaren rätt att titulera sig mag. art. om graden är i humaniora eller samhällsvetenskap, mag. scient. om den är i naturvetenskap eller (endast Danmark) mag. scient. soc. om den är i sociologi.
I Danmark infördes magisterkonferens 1848 i samband med Madvigs reformer och avskaffades 1978 (för naturvetenskap) och 2007 för humaniora. I Norge infördes den efter dansk modell 1921. Där avvecklades den inom naturvetenskapen 1977 och inom humaniora på 1990-talet.